# La route est ouverte
Pour plus de détails, voir Fiche technique et Distribution.
La route est ouverte (The Overlanders) est un film britannico-australien réalisé par Harry Watt, sorti en 1946.

## Fiche technique
- Titre original : The Overlanders
- Titre français : La route est ouverte
- Réalisation : Harry Watt
- Scénario : Harry Watt
- Photographie : Osmond Borradaile
- Musique : John Ireland
- Pays d'origine : Royaume-Uni - Australie
- Format : Noir et blanc - 1,37:1 - Mono
- Genre : western
- Date de sortie : 1946

## Distribution
- Chips Rafferty : Dan McAlpine
- John Nugent Hayward : Bill Parsons
- Daphne Campbell : Mary Parsons
- Jean Blue : Mme Parsons
- Helen Grieve : Helen Parsons